# Delvinski distrikt
Delvinski distrikt (albanski: Rrethi i Delvinës) je jedan od 36 distrikata u Albaniji, dio Valonskog okruga. Po procjeni iz 2004. ima oko 11.000 stanovnika, a pokriva područje od 367 km². 
Nalazi se na jugu države, a sjedište mu je grad Delvinë. Distrikt se sastoji od sljedećih općina:
- Delvinë
- Finiq
- Mesopotam
- Vergo